# Appartement pour homme seul
Pour plus de détails, voir Fiche technique et Distribution.
Appartement pour homme seul (Bachelor Flat) est un film américain réalisé par Frank Tashlin, sorti en 1962.

## Fiche technique
- Titre : Appartement pour homme seul
- Titre original : Bachelor Flat
- Réalisation : Frank Tashlin
- Scénario : Frank Tashlin
- Photographie : Daniel L. Fapp
- Musique : John Williams
- Société de production : Jack Cummings Productions
- Société de distribution : Twentieth Century-Fox
- Pays d'origine :  États-Unis
- Format : Couleurs - 1,66:1 - Mono
- Genre : Comédie
- Durée : 73 minutes
- Date de sortie :
  - États-Unis : 12 janvier 1962

## Distribution
- Terry-Thomas : Bruce Patterson
- Tuesday Weld : Libby Bushmill
- Richard Beymer : Mike Polaski
- Celeste Holm : Helen Bushmill
- Francesca Bellini : Gladys
- Howard McNear : Dr. Bowman
- Ann Del Guercio : Liz
- Roxanne Arlen : Mrs. Roberts
- Alice Reinheart : Mrs. Bowman
- Stephen Bekassy : Paul
- Margo Moore : Moll